# Блаж
Блаж је насељено мјесто у општини Вишеград, Република Српска, БиХ. Према попису становништва из 1991. у насељу је живјело 20 становника.

## Становништво
| Националност       | 1991.     |
| Муслимани          | 20 (100%) |
| остали и непознато |           |
| Укупно             | 20        |

| Демографија | Демографија | Демографија |
| Година      | Становника  | Становника  |
| ----------- | ----------- | ----------- |
| 1961.       | 75          |             |
| 1971.       | 63          |             |
| 1981.       | 38          |             |
| 1991.       | 20          |             |